# 细胞色素b5
细胞色素b5是一种存在于动物、植物、真菌以及紫色光养菌中遍及的电子传递血红素蛋白。该细胞色素于微粒体及线粒体中的变体是与膜相结合的，而细菌、红细胞以及其他动物组织中的却是水溶性的。